# Seizmički val
Seizmički val ili potresni val je prostorni, napredni (progresivni), elastični val (longitudinalni i transverzalni) koji se iz žarišta potresa (epicentar) istodobno širi na sve strane. Brzine potresnih valova ovise o konstantama elastičnosti i gustoći tvari kroz koju se šire. Longitudinalni valovi prolaze kroz tijela svih agregatnih stanja, a transverzalni samo kroz kruta tijela; time se utvrđuje u kakvom je agregatnom stanju neki sloj Zemlje. Na granicama slojeva različitih agregatnih stanja i svojstava u Zemlji i na površini, potresni valovi lome se i reflektiraju; ta se pojava koristi za određivanje debljine i dubine takvih slojeva.

## Objašnjenje
Seizmički val je poremećaj koji se širi podzemljem nakon djelovanja sile. Pritom se inicijalni impuls sile prenosi s čestice na česticu i širi kroz promatrani medij u vidu sinusoidnog gibanja. Brzina širenja ovog gibanja kroz prostor jednaka je putu pređenim u jedinici vremena, dok je njegova amplituda, odnosno veličina pomaka čestica, razmjerna veličini primijenjene sile. Više puta ponavljana pravilna vremenski ograničena gibanja promatranih materijalnih čestica u odnosu na ravnotežni položaj čine mehanička ili elastična titranja, vezana za prelazak kinetičke u potencijalnu energiju i obratno. Takva titranja, koja se mogu prikazati u vidu vremenski promjenljivih sinusnih i/ili kosinusnih funkcija su harmonijska titranja definirana periodom, odnosno frekvencijom, amplitudom i fazom. 
Period mehaničkog ili elastičnog titraja je vremenski interval, izražen u sekundama, tijekom kojeg promatrana čestica ili masa pređe cijeli put od ravnotežnog položaja preko najvećih otklona u jednom i drugom smjeru i ponovo se vrati u isti ravnotežni položaj. Drugim riječima, period titraja identičan je periodu sinusne funkcije (trigonometrija) koja u potpunosti opisuje njegovo ponašanje u vremenu. Recipročna vrijednost perioda je frekvencija koja pokazuje broj ponavljanja promatranog titraja u jedinici vremena, i izražava se hercima (Hz), odnosno brojem perioda u 1 s.
Svaki pomak materijalne točke iz ravnotežnog položaja je ordinata, a najveći amplituda. Veličina faznog kuta, koji točka pređe tijekom jednog perioda je njezina kutna brzina, čija je dimenzija jednaka veličini kuta u stupnjevima ili radijanima podijeljenoj sa sekundama. Pomak neke od čestica iz svog ravnotežnog položaja prenosi se na susjedne čestice, koje se potom počinju gibati i tako prenositi nastali titraj dalje. Na taj način titraji se prenose od jedne do druge materijalne čestice. Pritom se kroz promatranu sredinu prenosi jedino energija, ali ne i materijalne čestice, te se stvara mehanički ili seizmički val, čija duljina ovisi o periodu vala, ili frekvenciji, i brzini širenja vala kroz promatranu sredinu. Dimenzija valne duljine je metar, a njemu obratno razmjernog valnog broja ili prostorne frekvencije metar-1. 
Svaki složeni valni oblik čini niz jednostavnih harmonijskih titraja predstavljenih sinusoidama i kosinusoidama. U matematičkom smislu sinusoida je transcendentna funkcija, koja opisuje promjenu položaja neke točke na kružnici jediničnog polumjera u ovisnosti o promjeni faznog kuta, odnosno kuta kojeg čine polumjer te kružnice povučen do promatrane točke i vodoravna ili x os. Veličina ordinate sinusne funkcije ima maksimalne vrijednosti u trenutku kad se fazni kutovi izjednače s 90° ili 270°, a jednaka je nuli kad su fazni kutovi jednaki 0° ili 180°. S druge strane, apsolutna vrijednost kosinusne funkcije, ima maksimum kad je fazni kut jednak 0°, odnosno 180°. Njezina vrijednost postaje jednaka nuli u trenutku kad se fazni kutovi izjednače s 90° ili 270°. Vrijeme potrebno nekoj točki da pređe pun krug od 360° odgovara periodu, a broj njezinih rotacija u jedinici vremena frekvenciji. Vrijednosti gornjih funkcija jednake su ako se njihovi fazni kutovi međusobno razlikuju za 90°, te kosinusna funkcija ima maksimum kod faznog kuta od 0°, a sinusna kod 90°. To znači da kosinusna funkcija pokazuje fazno prethođenje od 90° u odnosu na sinusnu funkciju, odnosno sinusna funkcija pokazuje fazno kašnjenje od 90° u odnosu na kosinusnu funkciju.
Unutar homogene sredine seizmički valovi se šire jednakom brzinom u svim smjerovima duž iz izvora radijalno povučenih pravaca ili zraka. Nailasci vala u svakom trenutku tvore valne fronte, odnosno plohe istih vremena putovanja vala od trenutka njegovog nastanka. Pošto je brzina širenja seizmičkog vala u tom slučaju u svim smjerovima jednaka, valne fronte su kugle, a okomito na njih povučene valne zrake, pravci. Duljina puta seizmičkih valova duž pojedine zrake, u svakom trenutku jednaka je umnošku vremena proteklog od trenutka nastanka vala i brzine širenja seizmičkih valova u promatranoj sredini.
U anizotropnoj sredini duljine putova duž različitih zraka u jednom te istom trenutku razlikuju se, jer ovise o brzini širenja seizmičkih valova koja više nije konstantna veličina. Ovdje je brzina funkcija udaljenosti od izvora vala, a valne fronte više nisu kugle nego elipsoidi, dok zrake duž kojih se seizmički val širi, premda i dalje okomite na valne fronte, više nisu pravci nego krivulje.

## Potres
Potres je iznenadna i kratkotrajna vibracija tla uzrokovana urušavanjem stijena (urušni potres), magmatskom aktivnošću (vulkanski potres) ili tektonskim poremećajima (tektonski potres) u litosferi i dijelom u Zemljinu plaštu. Proučavanjem potresa bavi se seizmologija, grana geofizike. Mjesto nastanka potresa u dubini Zemlje naziva se žarište (fokus) ili hipocentar potresa. Ono može biti neposredno ispod površine pa sve do dubine od 750 kilometara (potres s dubljim žarištem do sada nije zabilježen). Ako je hipocentar u dubini do 70 kilometara, potres je plitak, srednje duboki hipocentar nalazi se između 70 i 300 kilometara, a duboki hipocentar na više od 300 kilometara ispod Zemljine površine. Potresne vibracije šire se od hipocentra na sve strane progresivnim elastičnim potresnim valovima (potresni valovi). Najbrži su longitudinalni valovi (lat. undae primae ili P-valovi), koji osciliraju u smjeru širenja, stežući i rastežući materijal kroz koji prolaze. Transverzalni valovi (lat. undae secundae ili S-valovi) vibriraju okomito na smjer širenja, 1,7 puta su sporiji od P-valova, a šire se samo kroz čvrste stijene. Dugi valovi (lat. undae longae ili L-valovi) najsporiji su, čine ih kružna i vodoravna komponenta, a djelovanje im je slabo. Potres je najjači u epicentru (mjesto na površini Zemlje neposredno iznad hipocentra) i u njegovoj najbližoj okolici (epicentralno područje). Krivulja ovisnosti trajanja putovanja potresnoga vala do pojedinoga mjesta u epicentralnoj udaljenosti naziva se hodokrona.